# Carlo Egon III di Fürstenberg
Carlo Egon III di Fürstenberg (nome completo in italiano Carlo Egon Leopoldo Maria Guglielmo Massimiliano; Donaueschingen, 4 marzo 1820 – Parigi, 15 marzo 1892) è stato un principe, generale e politico tedesco.

## Biografia
Carlo Egon era figlio del principe Carlo Egon II di Fürstenberg, ex principe regnante di Fürstenberg, e di sua moglie la principessa Amalia di Baden (1795–1869). Dal 1838 al 1841 studiò giurisprudenza, economia, matematica e scienze naturali all'Università di Heidelberg, trasferendosi nel 1842 a Berlino. Viaggiò molto nella Germania settentrionale e in Scandinavia. Per fuggire ai disordini della Rivoluzione del Baden del 1848/49, venne costretto alla fuga con la famiglia a Sciaffusa, facendo ritorno in patria solo dopo l'occupazione del Baden da parte delle truppe prussiane. Dopo la morte di suo padre, ne ereditò i possedimenti. Contestualmente ampliò la biblioteca principesca e iniziò una ricerca sistematica dei documenti sulla storia dei territori dell'ex principato.
Nel 1868 decise di aprire il pubblico le collezioni di famiglia, precedentemente ospitate presso il castello di Hüfingen e notevolmente ampliate a suo tempo da suo padre; in particolare curò la sistemazione della copiosa collezione di minerali (oltre 800 pezzi), istituendo anche un "gabinetto dei fucili" per ospitarvi la collezione di armi e trofei di caccia di famiglia.
Carlo Egon fu inoltre militare e dal 25 ottobre 1839 entrò in servizio come capitano del reggimento di dragoni del Granduca di Baden. Il 23 settembre 1862, venne promosso al rango di tenente generale e fu aiutante di campo del granduca Federico I di Baden dal 9 settembre 1869. Con la proclamazione dell'Impero tedesco, Carlo Egon decise di arruolarsi volontariamente nell'esercito prussiano dove venne accolto il 21 novembre 1871 e dove, il 2 settembre 1873, ottenne la promozione a generale di cavalleria, pensionandosi dal 25 ottobre 1889, giorno del suo 50° anniversario di carriera militare.
Per le sue proprietà terriere, divenne membro della Camera dei signori prussiana, di quella del Baden e di quella del Württemberg, regioni dove la sua famiglia aveva appunto da secoli i propri possedimenti. Dal 1864 al 1892 fu inoltre presidente dell'associazione dei proprietari terrieri tedeschi.
Morì a Parigi nel 1892.

## Matrimonio e figli

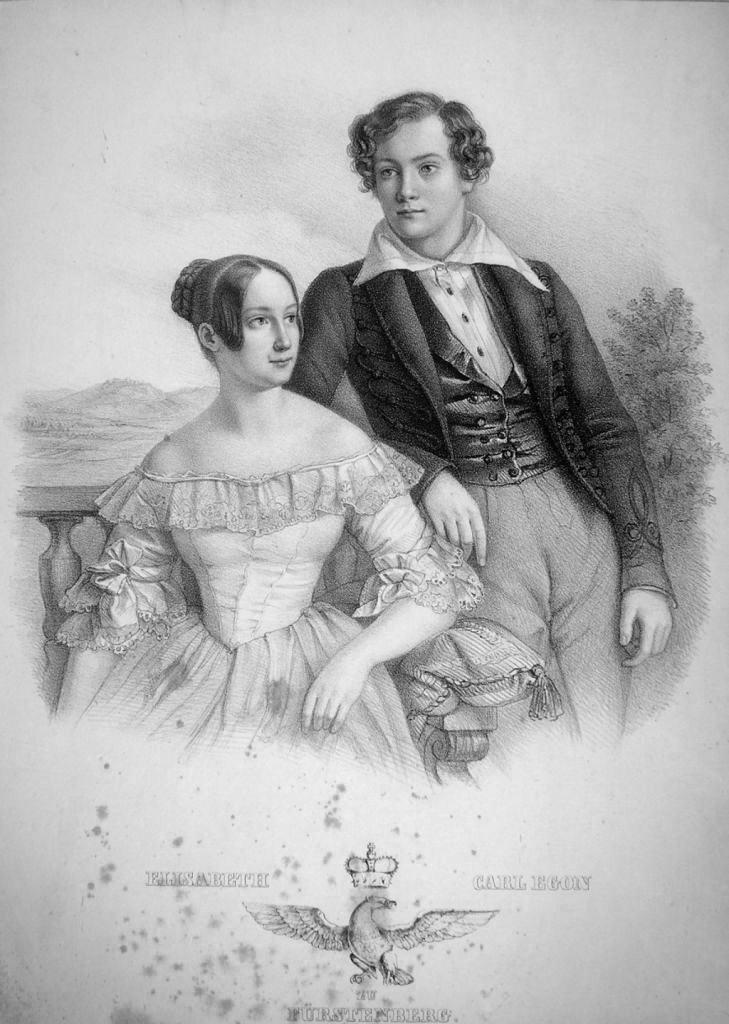
Litografia rappresentante la principessa Elisabeth ed il principe Carlo Egon all'epoca del loro fidanzamento

Nel 1844, sposò la principessa Elisabetta di Reuss-Greiz (1824–1861), figlia del principe Enrico XIX di Reuss-Greiz e della principessa Gasparina di Rohan-Rochefort. La coppia ebbe insieme i seguenti figli:
- Amalia (1848–1918), morì nubile.
- Carlo Egon IV di Fürstenberg (1852–1896), sposò la contessa Dorothée de Talleyrand-Périgord, figlia del duca Louis de Talleyrand-Périgord e di sua moglie, Pauline de Castellane (figlia del maresciallo Boniface de Castellane).[1]

## Ascendenza
|                                         |                               |                                              | Genitori                                           |  |  | Nonni |  |  | Bisnonni                     |  |  | Trisnonni                                          |  |
|                                         |                               |                                              |                                                    |  |  |       |  |  | 8. Carlo Egon di Fürstenberg |  |  | 16. Joseph Wilhelm Ernst zu Fürstenberg-Stühlingen |  |
|                                         |                               |                                              |                                                    |  |  |       |  |  | 8. Carlo Egon di Fürstenberg |  |  | 16. Joseph Wilhelm Ernst zu Fürstenberg-Stühlingen |  |
|                                         |                               | 17. Maria Anna von Waldstein                 |                                                    |  |  |       |  |  | 8. Carlo Egon di Fürstenberg |  |  |                                                    |  |
| 4. Carlo Aloisio di Fürstenberg         |                               |                                              |                                                    |  |  |       |  |  | 8. Carlo Egon di Fürstenberg |  |  |                                                    |  |
|                                         |                               | 9. Maria Josepha von Sternberg               | 18. Franz Philipp von Sternberg                    |  |  |       |  |  |                              |  |  |                                                    |  |
|                                         |                               | 9. Maria Josepha von Sternberg               | 18. Franz Philipp von Sternberg                    |  |  |       |  |  |                              |  |  |                                                    |  |
|                                         |                               | 9. Maria Josepha von Sternberg               | 19. Leopoldine von Starhemberg                     |  |  |       |  |  |                              |  |  |                                                    |  |
| 2. Carlo Egon II di Fürstenberg         |                               | 9. Maria Josepha von Sternberg               |                                                    |  |  |       |  |  |                              |  |  |                                                    |  |
|                                         |                               | 10. Alessandro Ferdinando di Thurn und Taxis | 20. Anselmo Francesco di Thurn und Taxis           |  |  |       |  |  |                              |  |  |                                                    |  |
|                                         |                               | 10. Alessandro Ferdinando di Thurn und Taxis | 20. Anselmo Francesco di Thurn und Taxis           |  |  |       |  |  |                              |  |  |                                                    |  |
|                                         |                               | 10. Alessandro Ferdinando di Thurn und Taxis | 21. Maria Ludovika Anna Franziska von Lobkowicz    |  |  |       |  |  |                              |  |  |                                                    |  |
| 5. Elisabetta di Thurn und Taxis        |                               | 10. Alessandro Ferdinando di Thurn und Taxis |                                                    |  |  |       |  |  |                              |  |  |                                                    |  |
|                                         |                               | 11. Maria Henriette Josepha von Fürstenberg  | 22. Joseph Wilhelm Ernst zu Fürstenberg-Stühlingen |  |  |       |  |  |                              |  |  |                                                    |  |
|                                         |                               | 11. Maria Henriette Josepha von Fürstenberg  | 22. Joseph Wilhelm Ernst zu Fürstenberg-Stühlingen |  |  |       |  |  |                              |  |  |                                                    |  |
|                                         |                               | 11. Maria Henriette Josepha von Fürstenberg  | 23. Maria Anna von Waldstein                       |  |  |       |  |  |                              |  |  |                                                    |  |
| 1. Carlo Egon III di Fürstenberg        |                               | 11. Maria Henriette Josepha von Fürstenberg  |                                                    |  |  |       |  |  |                              |  |  |                                                    |  |
|                                         | 12. Federico di Baden-Durlach | 24. Carlo III Guglielmo di Baden-Durlach     |                                                    |  |  |       |  |  |                              |  |  |                                                    |  |
|                                         | 12. Federico di Baden-Durlach | 24. Carlo III Guglielmo di Baden-Durlach     |                                                    |  |  |       |  |  |                              |  |  |                                                    |  |
|                                         | 12. Federico di Baden-Durlach | 25. Maddalena Guglielmina di Württemberg     |                                                    |  |  |       |  |  |                              |  |  |                                                    |  |
| 6. Carlo Federico di Baden              | 12. Federico di Baden-Durlach |                                              |                                                    |  |  |       |  |  |                              |  |  |                                                    |  |
|                                         |                               | 13. Amalia di Nassau-Dietz                   | 26. Giovanni Guglielmo Friso d'Orange              |  |  |       |  |  |                              |  |  |                                                    |  |
|                                         |                               | 13. Amalia di Nassau-Dietz                   | 26. Giovanni Guglielmo Friso d'Orange              |  |  |       |  |  |                              |  |  |                                                    |  |
|                                         |                               | 13. Amalia di Nassau-Dietz                   | 27. Maria Luisa d'Assia-Kassel                     |  |  |       |  |  |                              |  |  |                                                    |  |
| 3. Amalia di Baden                      |                               | 13. Amalia di Nassau-Dietz                   |                                                    |  |  |       |  |  |                              |  |  |                                                    |  |
|                                         |                               | 14. Ludwig Heinrich Geyer von Geyersberg     | 28. Ernesto Luigi d'Assia-Darmstadt                |  |  |       |  |  |                              |  |  |                                                    |  |
|                                         |                               | 14. Ludwig Heinrich Geyer von Geyersberg     | 28. Ernesto Luigi d'Assia-Darmstadt                |  |  |       |  |  |                              |  |  |                                                    |  |
|                                         |                               | 14. Ludwig Heinrich Geyer von Geyersberg     | 29. Dorotea Carlotta di Brandeburgo-Ansbach        |  |  |       |  |  |                              |  |  |                                                    |  |
| 7. Caroline Louise Geyer von Geyersberg |                               | 14. Ludwig Heinrich Geyer von Geyersberg     |                                                    |  |  |       |  |  |                              |  |  |                                                    |  |
|                                         |                               | 15. Maximiliana Christiane von Sponeck       | 30. Giovanni Reinardo III di Hanau-Lichtenberg     |  |  |       |  |  |                              |  |  |                                                    |  |
|                                         |                               | 15. Maximiliana Christiane von Sponeck       | 30. Giovanni Reinardo III di Hanau-Lichtenberg     |  |  |       |  |  |                              |  |  |                                                    |  |
|                                         |                               | 15. Maximiliana Christiane von Sponeck       | 31. Dorotea Federica di Brandeburgo-Ansbach        |  |  |       |  |  |                              |  |  |                                                    |  |
|                                         |                               | 15. Maximiliana Christiane von Sponeck       |                                                    |  |  |       |  |  |                              |  |  |                                                    |  |